# بودينغ أسود

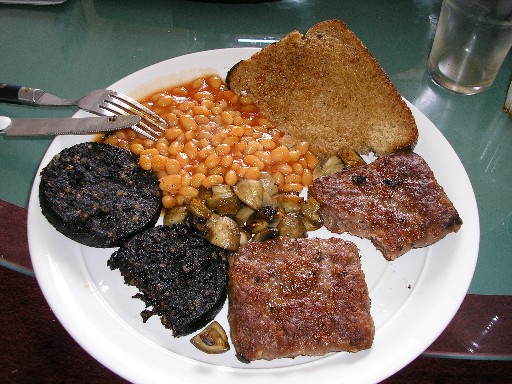
إفطار اسكتلندي يحتوي على البودينغ الأسود.

بودينغ أسود (بالإنجليزية: Black pudding) هو نوع من أنواع سجق الدم المشهورة في بريطانيا العظمى وأيرلندا وفي أجزاء أخرى من قارة أوروبا. تُصنع غالباً من دهن الخنزير أو شحم البقر، ولحم الخنزير والدم، ونسبة عالية نسبياً من دقيق الشوفان، وفي بعض وصفات الطعام الأخرى تُخلط بجريش الشوفان أو الشعير.